# Chiesa di San Salvatore a Cetina
La chiesa di San Salvatore a Cetina (in croato crkva Svetoga Spasa u Cetini) si trova nel villaggio di Cetina, nel comune di Civigliane (Morlacca), otto chilometri a nordovest di Verlicca (Vrlika).
La chiesa fu realizzata nel IX secolo, durante il regno di Branimir di Croazia, e costituisce quindi una delle più antiche attestazioni di architettura sacra croata. Negli anni quaranta e cinquanta l'area fu oggetto di approfonditi studi da parte dell'archeologo Stjepan Gunjača.